# Liste der Biografien/Schus
Liste der Biografien |
Portal Biografien |
Personensuche
# |
A |
B |
C |
D |
E |
F |
G |
H |
I |
J |
K |
L |
M |
N |
O |
P |
Q |
R |
S |
T |
U |
V |
W |
X |
Y |
Z |
?
 
Sa |
Sb |
Sc |
Sd |
Se |
Sf |
Sg |
Sh |
Si |
Sj |
Sk |
Sl |
Sm |
Sn |
So |
Sp |
Sq |
Sr |
Ss |
St |
Su |
Sv |
Sw |
Sy |
Sz
 
Sca–Sce |
Sch |
Sci–Scz
 
Scha |
Schc |
Schd |
Sche |
Schg |
Schi |
Schj |
Schk |
Schl |
Schm |
Schn |
Scho |
Schp |
Schr |
Schs |
Scht |
Schu |
Schv |
Schw |
Schy
 
Schua |
Schub |
Schuc |
Schud |
Schue |
Schuf |
Schug |
Schuh |
Schui |
Schuk |
Schul |
Schum |
Schun |
Schuo |
Schup |
Schuq |
Schur |
Schus |
Schut |
Schuu |
Schuv |
Schuw |
Schuy |
Schuz
Die Liste der Biografien führt alle Personen auf, die in der deutschsprachigen Wikipedia einen Artikel haben. Dieses ist eine Teilliste mit 349 Einträgen von Personen, deren Namen mit den Buchstaben „Schus“ beginnt.

## Schus

### Schusc
- Schuschemoin, Alexander (* 1987), kasachischer Radrennfahrer
- Schuschenatschew, Artur (* 1998), kasachischer Fußballspieler
- Schuschke, Giselher (1935–2008), deutscher Hygieniker und Umweltmediziner
- Schuschkewitsch, Stanislau (1934–2022), sowjetischer Wissenschaftler und belarussischer Politiker
- Schuschnig, Hanns (1927–2014), deutscher Theaterregisseur, -schauspieler und Übersetzer
- Schuschnig, Sebastian (* 1986), österreichischer Politiker (ÖVP)
- Schuschnigg, Alois (1833–1911), österreichischer Offizier
- Schuschnigg, Artur (1865–1938), österreichischer Offizier
- Schuschnigg, Artur (1904–1990), österreichischer Kunsthistoriker und Rundfunkmitarbeiter
- Schuschnigg, Herma (1900–1935), Gattin des österreichischen Kanzlers Kurt Schuschnigg
- Schuschnigg, Kurt (1897–1977), österreichischer Politiker (VF), Bundeskanzler, Abgeordneter zum NationalratKurt Schuschnigg (1897–1977)

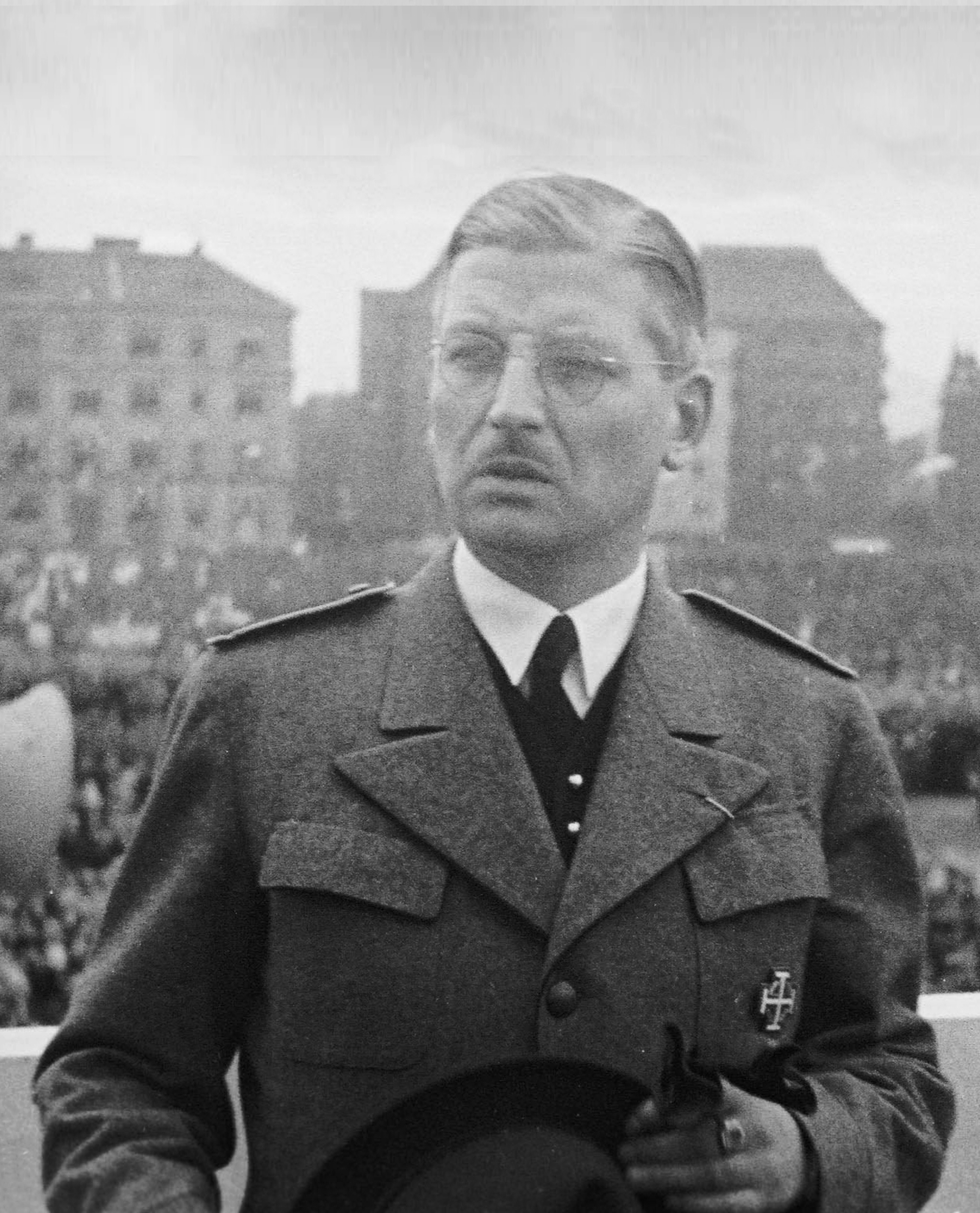
Kurt Schuschnigg (1897–1977)

- Schuschpanow, Wladimir Fjodorowitsch (* 1952), russischer Schachspieler und -trainer
- Schuschtari, Nur Ali († 2009), iranischer Brigadegeneral, Kommandeur bei der iranischen Revolutionsgarde
- Schuschunaschwili, Aleksandre (* 1995), georgisch-russischer Eishockeyspieler
- Schuschunowa, Jelena Lwowna (1969–2018), sowjetische Kunstturnerin
- Schuschwary, Erik (* 1993), deutscher Unihockeyspieler

### Schusd
- Schusdziarra, Volker (1950–2014), deutscher Hochschullehrer und Ernährungswissenschaftler

### Schuse
- Schuse, Anastassija Panteleimonowna (1905–1981), sowjetische Hydrobiologin und Mikropaläontologin
- Schuse, Panteleimon Krestowitsch (1870–1942), arabisch-russischer Orientalist, Religionswissenschaftler und Hochschullehrer
- Schuse, Wladimir Panteleimonowitsch (1904–1993), russischer Physiker und Hochschullehrer
- Schuselka, Elfriede (* 1940), österreichische Künstlerin
- Schuselka, Franz (1811–1886), österreichischer Politiker
- Schuselka-Brüning, Ida (1817–1903), Sängerin, Schauspielerin, Theaterdirektorin und Übersetzerin

### Schusk
- Schuska, Nico (* 1979), deutscher Fußballspieler und -trainer

### Schuss
- Schüßel, Gottlob (1892–1967), deutscher Künstler und Kunsterzieher
- Schüssel, Wolfgang (* 1945), österreichischer Politiker (ÖVP), Abgeordneter zum Nationalrat, Bundeskanzler von Österreich (2000–2007)Wolfgang Schüssel (* 1945)

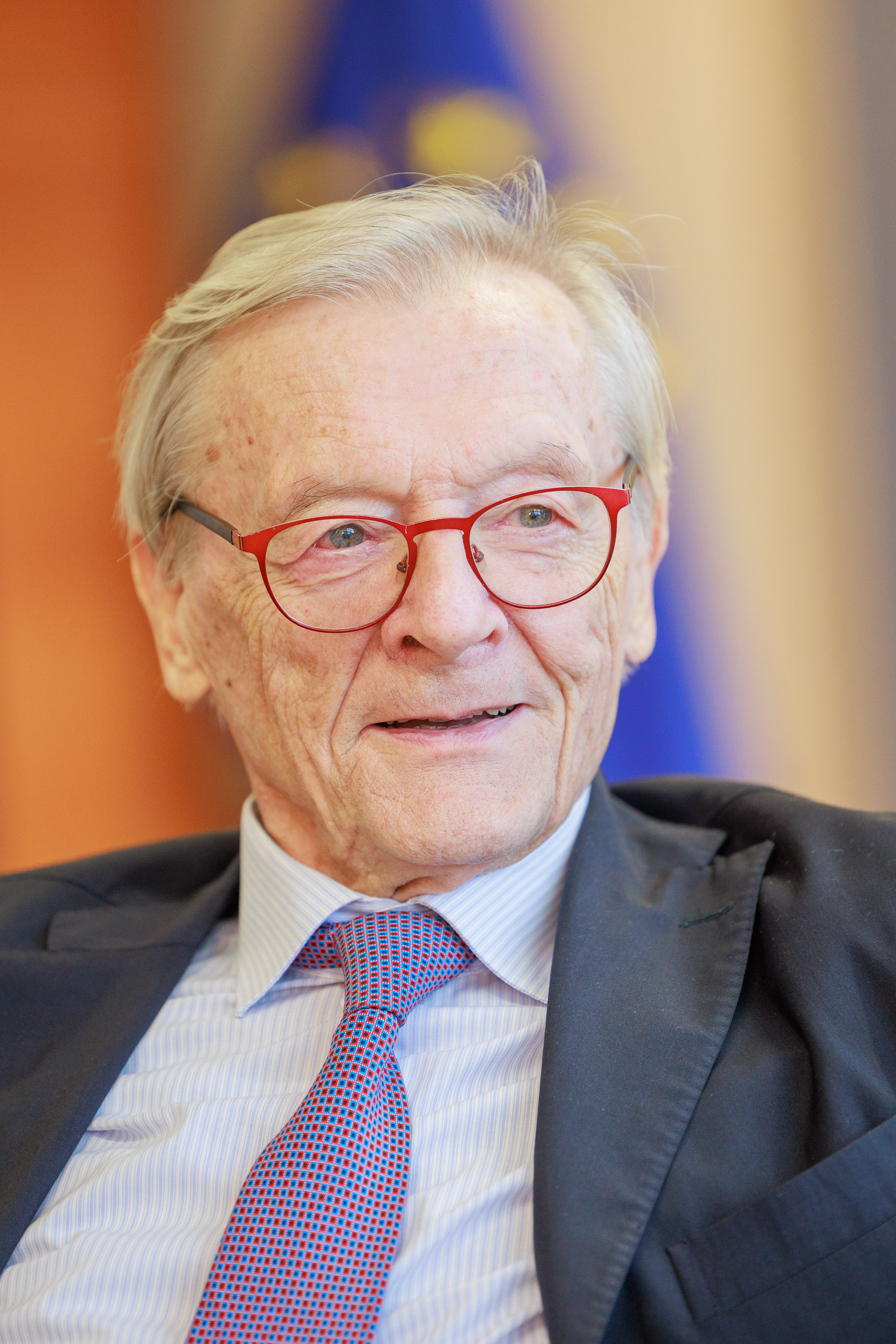
Wolfgang Schüssel (* 1945)

- Schussele, Christian (1824–1879), französisch-US-amerikanischer Historien- und Porträtmaler
- Schüssele, Franz (* 1952), deutscher Posaunist
- Schüssele, Wilhelm (1840–1905), deutscher Kommunalpolitiker, Stadtrat in Karlsruhe
- Schüsseleder, Elfriede (* 1951), österreichische Schauspielerin
- Schüsseler, Rolf (1927–1994), deutscher Rechtswissenschaftler
- Schussen, Wilhelm (1874–1956), deutscher Schriftsteller
- Schusser, Adelbert (* 1944), österreichischer Historiker, Philologe und Autor zur Münz- und Musikgeschichte am Wien Museum
- Schusser, Morgan (* 2001), österreichischer Mittelstreckenläufer
- Schussig, Heinz (1926–1994), deutscher Fußballspieler
- Schüssipow, Abylaichan (* 1997), kasachischer Amateurboxer im Weltergewicht
- Schüssipow, Temirtas (* 1988), kasachischer Boxer
- Schüssipowa, Älija (* 1984), kasachische Turnerin
- Schüßlburner, Josef (* 1954), deutscher Jurist, Beamter und Publizist
- Schüssler Fiorenza, Elisabeth (* 1938), katholische feministische TheologinElisabeth Schüssler Fiorenza (* 1938)

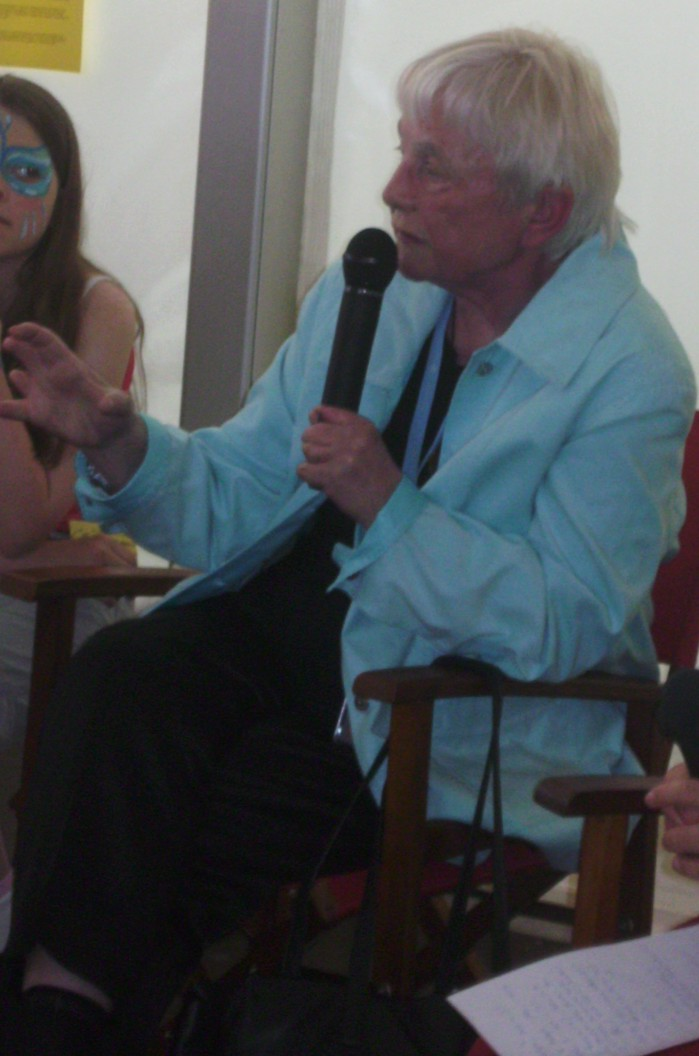
Elisabeth Schüssler Fiorenza (* 1938)

- Schüßler, Adalbert (1887–1970), deutscher Vizeadmiral der Kriegsmarine
- Schüßler, Benjamin (* 1981), deutscher Fußballspieler und Fußballtrainer
- Schussler, Brittany (* 1985), kanadische Eisschnellläuferin
- Schüßler, Claudia (* 1967), deutsche Rechtsanwältin und Politikerin (SPD), MdL
- Schüssler, Clemens (* 1967), deutscher Verleger
- Schüßler, Daniel (* 1973), deutscher Theaterregisseur
- Schüßler, Dieter (* 1946), deutscher Fußballspieler
- Schüßler, Elke (* 1978), deutsche Ökonomin, Professorin für Betriebswirtschaftslehre und Vorständin des Instituts für Organisation an der Johannes Kepler Universität Linz
- Schüßler, Franz (1911–1942), österreichischer Eishockeyspieler
- Schüßler, Georg von (1861–1927), preußischer Generalleutnant im Ersten Weltkrieg
- Schüßler, Gerhard (1928–2003), deutscher Rechtswissenschaftler
- Schüßler, Gerhard (1937–2005), deutscher Politiker (FDP), MdB
- Schüßler, Gerhard (* 1953), deutscher Psychiater, Psychotherapeut und Psychoanalytiker
- Schüßler, Gitta (* 1961), deutsche Politikerin (NPD), MdLGitta Schüßler (* 1961)

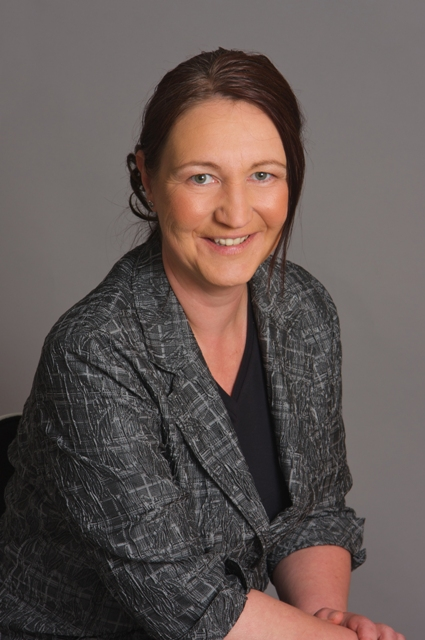
Gitta Schüßler (* 1961)

- Schüßler, Gosbert (1947–2014), deutscher Kunsthistoriker
- Schüßler, Hans Wilhelm (1928–2007), deutscher Nachrichtentechniker
- Schüssler, Harry (* 1957), schwedischer Schachspieler
- Schüssler, Hermann (1842–1919), deutscher Bauingenieur
- Schüßler, Ingeborg (* 1938), deutsche Philosophin und Philosophiehistorikerin
- Schüßler, Johann Georg (1835–1909), Mitglied des Provinziallandtages der Provinz Hessen-Nassau
- Schüssler, Jürgen (* 1960), deutscher Politiker (SPD), MdHB
- Schüßler, Karl (1924–2023), deutscher Skilangläufer
- Schüßler, Kersten (* 1967), deutscher Journalist und Produzent von Fernsehfilmen
- Schüssler, Lambert (* 1930), österreichischer Fossiliensammler
- Schüssler, Michael (* 1956), deutscher Fußballspieler und -trainer
- Schüßler, Michael (* 1972), deutscher römisch-katholischer Theologe
- Schüssler, Otto (1905–1982), deutscher Trotzkist
- Schüßler, Otto von (1825–1899), preußischer Generalmajor
- Schüssler, Rudolf (1865–1942), österreichischer Mathematiker
- Schüßler, Rudolf (* 1960), deutscher Philosoph
- Schüßler, Sigrid (* 1969), deutsche Politikerin (NPD, parteilos)
- Schüssler, Susanne (* 1962), deutsche Verlegerin
- Schüßler, Tina (* 1974), deutsche Sängerin, Boxerin, Kickboxerin, Fernsehmoderatorin, Schauspielerin und RingsprecherinTina Schüßler (* 1974)

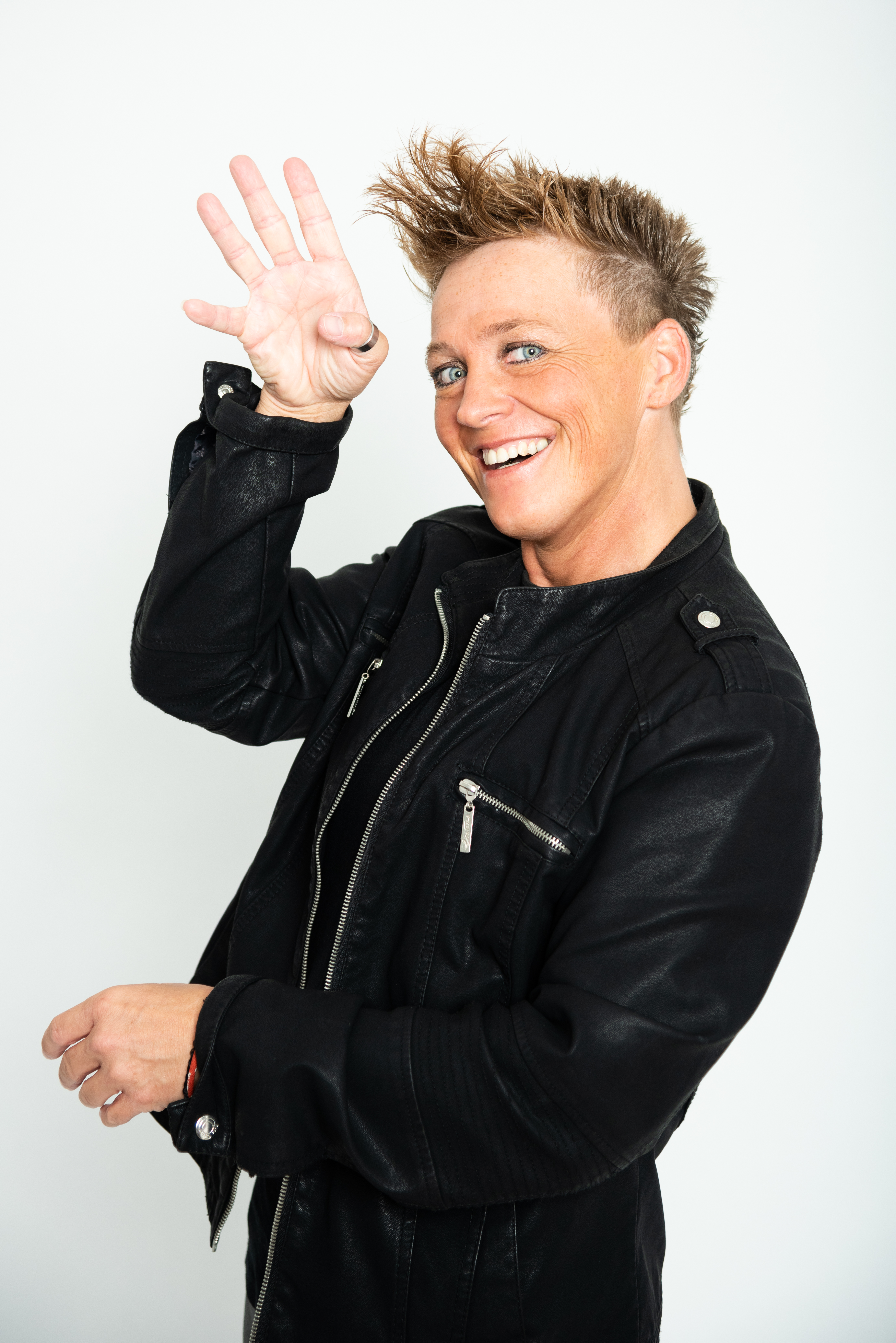
Tina Schüßler (* 1974)

- Schüßler, Walter (1904–1976), deutscher Politiker (FDP), MdL
- Schüßler, Walter (1906–1978), deutscher Architekt und Baubeamter
- Schüßler, Werner (* 1955), deutscher Hochschullehrer für Philosophie
- Schüßler, Wilhelm (1888–1965), deutscher Historiker
- Schüßler, Wilhelm Heinrich (1821–1898), deutscher Mediziner, Begründer der „Biochemischen Heilweise“Wilhelm Heinrich Schüßler (1821–1898)

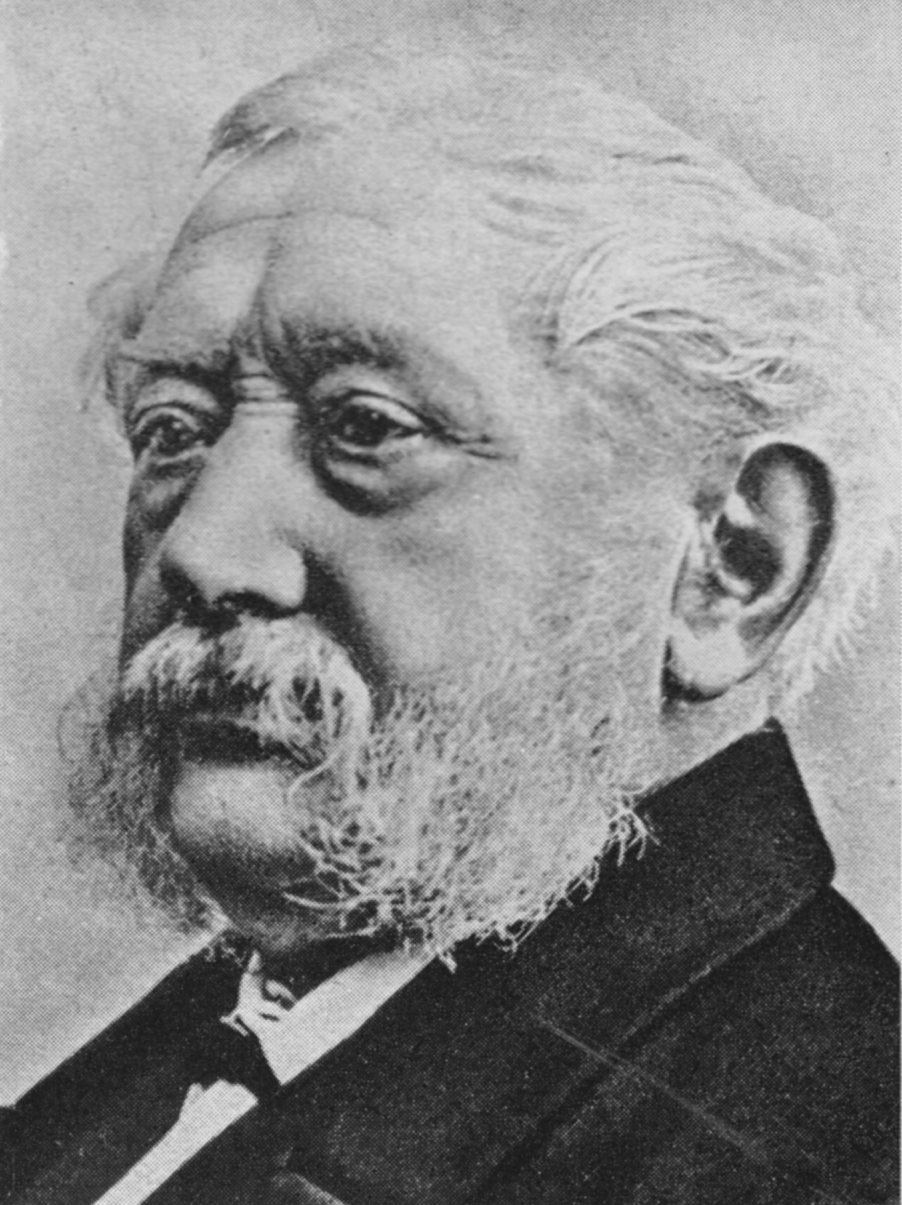
Wilhelm Heinrich Schüßler (1821–1898)

- Schüßler, Wolfgang (1930–2023), deutscher Diplomat
- Schussnig, Bruno (1892–1976), österreichisch-deutscher Biologe und Hochschullehrer

### Schust
- Schust, Bohdan (* 1986), ukrainischer Fußballspieler
- Schust, Lukas (* 1997), deutscher Schauspieler und Synchronsprecher

#### Schusta
- Schustala, Ignaz der Ältere (1822–1891), altösterreichischer Industrieller
- Schustala, Ignaz der Jüngere (1862–1914), altösterreichischer Industrieller

#### Schuste

##### Schusteh
- Schustehrus, Kurt (1856–1913), deutscher Kommunalpolitiker, Mitglied des Preußischen Herrenhauses, Oberbürgermeister von Nordhausen und Charlottenburg

##### Schustek
- Schustekh von Hervé, Emanuel (1752–1827), österreichischer Feldmarschallleutenant

##### Schuster

###### Schuster V
- Schuster von Bonnott, Rudolf (1855–1930), österreichischer Beamter, Bankdirektor und Politiker

###### Schuster,
- Schuster, Adolf Wolfgang (1919–2004), deutscher Jurist und Heimatforscher
- Schuster, Albert (* 1821), deutscher Pädagoge, Schuldirektor und Schulbuchautor
- Schuster, Albert (* 1894), deutscher Motorradrennfahrer
- Schuster, Albert Hugo (1912–1973), deutscher SS-Obersturmführer und Kriegsverbrecher
- Schuster, Alessandro (* 2002), deutscher Schauspieler und Filmemacher
- Schuster, Alexander (* 1975), deutscher Eishockeyspieler
- Schuster, Alfredo Ildefonso (1880–1954), italienischer Geistlicher, Erzbischof von Mailand und Kardinal der römisch-katholischen Kirche
- Schuster, Amelie (* 2004), deutsche Fußballspielerin
- Schuster, André (* 1975), deutscher Fußballspieler
- Schuster, Angela (* 1967), deutsche Ruderin
- Schuster, Anna (1872–1939), deutsche Krippenschnitzerin und Heimatdichterin
- Schuster, Annemarie (1917–1996), deutsche Politikerin (CDU), MdL
- Schuster, Armin (* 1961), deutscher Politiker (CDU), MdB
- Schuster, Arnold (1890–1969), deutscher Politiker (CDU), MdL
- Schuster, Arthur (1851–1934), englischer Physiker deutscher Abstammung
- Schuster, Axel (* 1972), deutscher Fußballfunktionär und Jurist
- Schuster, Axel (* 1976), deutscher Ruderer
- Schuster, Bernd (* 1959), deutscher Fußballspieler und FußballtrainerBernd Schuster (* 1959)

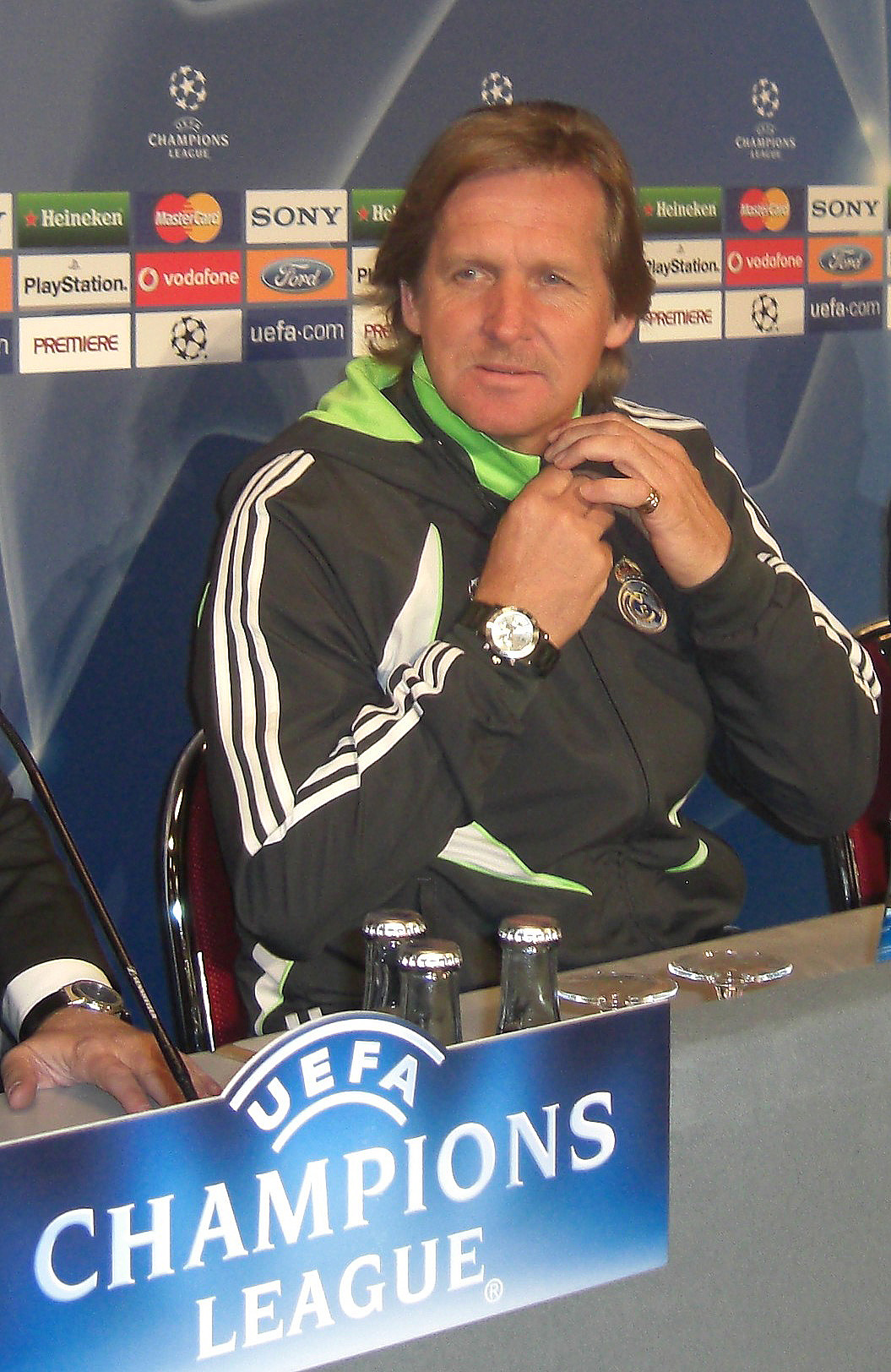
Bernd Schuster (* 1959)

- Schuster, Brandon (* 1998), samoanischer Schwimmer
- Schuster, Britt-Marie (* 1969), deutsche Germanistin
- Schuster, Bruno (1884–1946), deutscher Reichsgerichtsrat
- Schuster, Carl (1823–1891), deutscher Oberbürgermeister und Politiker (NLP), MdR
- Schuster, Carl (1833–1907), deutscher lutherischer Theologe, Konsistorialrat und Generalsuperintendent der Generaldiözesen Calenberg und Hannover
- Schuster, Carl (1854–1925), deutscher Architekt und Maler
- Schuster, Carl (1907–2004), deutscher Journalist und Schriftsteller
- Schuster, Christel (* 1951), deutsche Richterin am Bundespatentgericht
- Schuster, Christine (* 1948), deutsche Schauspielerin, Musikpädagogin und Dozentin für Schauspiel
- Schuster, Claus-Christian (* 1952), österreichischer Pianist
- Schuster, Cordula, deutsche Opernsängerin (Sopran)
- Schuster, Daniela (* 1973), österreichische Skifahrerin und Weltmeisterin im Tiefschneefahren
- Schuster, David (1910–1999), deutscher Kaufmann, Geschäftsinhaber und Senator (Bayern)
- Schuster, Dieter (1927–2019), deutscher Archivar, Bibliothekar und Historiker
- Schuster, Dieter (1946–2022), deutscher General
- Schuster, Dirk (* 1967), deutscher Fußballspieler und -trainerDirk Schuster (* 1967)

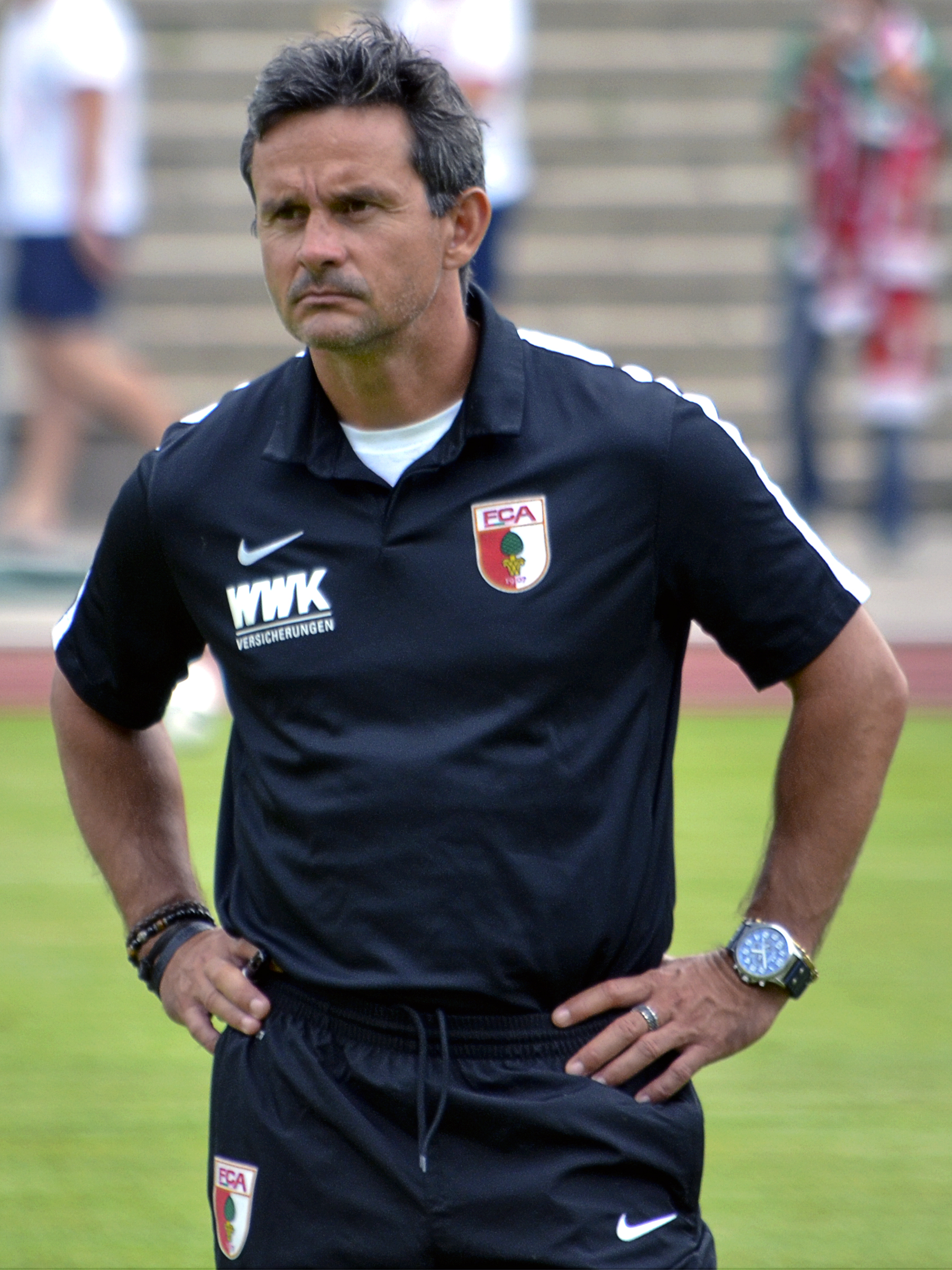
Dirk Schuster (* 1967)

- Schuster, Dominik (* 1988), deutscher Komponist und Orchestrator für Film- und Konzertmusik
- Schuster, Eberhard (* 1940), deutscher Fußballspieler
- Schuster, Eckart (1919–2006), österreichischer Fotograf und Künstler
- Schuster, Eduard (1831–1904), deutscher Architekt
- Schuster, Eduard (1841–1908), Wasser- und Straßenbauinspektor, Burgenforscher und Schriftsteller
- Schuster, Edwin (1888–1942), österreichischer Politiker und Widerstandskämpfer
- Schuster, Elvira (* 1948), deutsche Schauspielerin, Synchron- und Hörspielsprecherin
- Schuster, Emil (1921–2010), deutscher Pädagoge und Schriftsteller
- Schuster, Ernst (1893–1979), deutscher Wirtschaftswissenschaftler und Hochschullehrer
- Schuster, Felix (1876–1950), deutscher Architekt
- Schuster, Ferdinand (1920–1972), österreichischer Architekt
- Schuster, Frank (* 1955), deutscher Fußballspieler
- Schuster, Frank (* 1971), US-amerikanischer Geistlicher, römisch-katholischer Weihbischof in Seattle
- Schuster, Frank Peter (* 1975), deutscher Rechtswissenschaftler und Hochschullehrer
- Schuster, Franz (1892–1972), österreichischer Architekt
- Schuster, Franz (1904–1943), österreichischer Widerstandskämpfer (KPÖ)
- Schuster, Franz (1943–2021), deutscher Politiker (CDU), MdL
- Schuster, Franz Xaver (1876–1962), römisch-katholischer Geistlicher
- Schuster, Franziska Ameli (* 1989), deutsche Jazz- und Weltmusikerin (Gesang)
- Schuster, Friedel (1903–1983), deutsche Operettensängerin, Filmschauspielerin und Synchronsprecherin
- Schuster, Friedrich (1863–1932), österreichischer Manager und Politiker
- Schuster, Fritz (1916–1988), deutscher Politiker (DPS, CDU), MdL
- Schuster, Gabriele (1956–2017), deutsche Juristin und Richterin am Bundesgerichtshof
- Schuster, Gaby (* 1948), deutsche Schriftstellerin
- Schuster, Gaby (* 1953), deutsche Spielermanagerin
- Schuster, Gary (* 1946), US-amerikanischer Chemiker
- Schuster, Georg († 1927), deutscher Verwaltungsbeamter
- Schuster, Georg (1896–1973), deutscher Landwirt und Politiker (FDP/DVP), MdL
- Schuster, Georg (1903–1975), deutscher Landwirt und Politiker (CSU), MdL
- Schuster, Georg (1921–2011), deutscher Priester
- Schuster, Georg (* 1977), österreichischer Politiker (FPÖ), Mitglied des Bundesrates, Landtagsabgeordneter
- Schuster, Georg Heinrich (1799–1890), deutscher Architekt und Hofbaurat
- Schuster, Gerd-Eckhardt (1937–2013), deutscher Politiker (SED, PDS), MdL
- Schuster, Gerhard (* 1966), deutscher Geologe, Naturfotograf und AutorGerhard Schuster (* 1966)

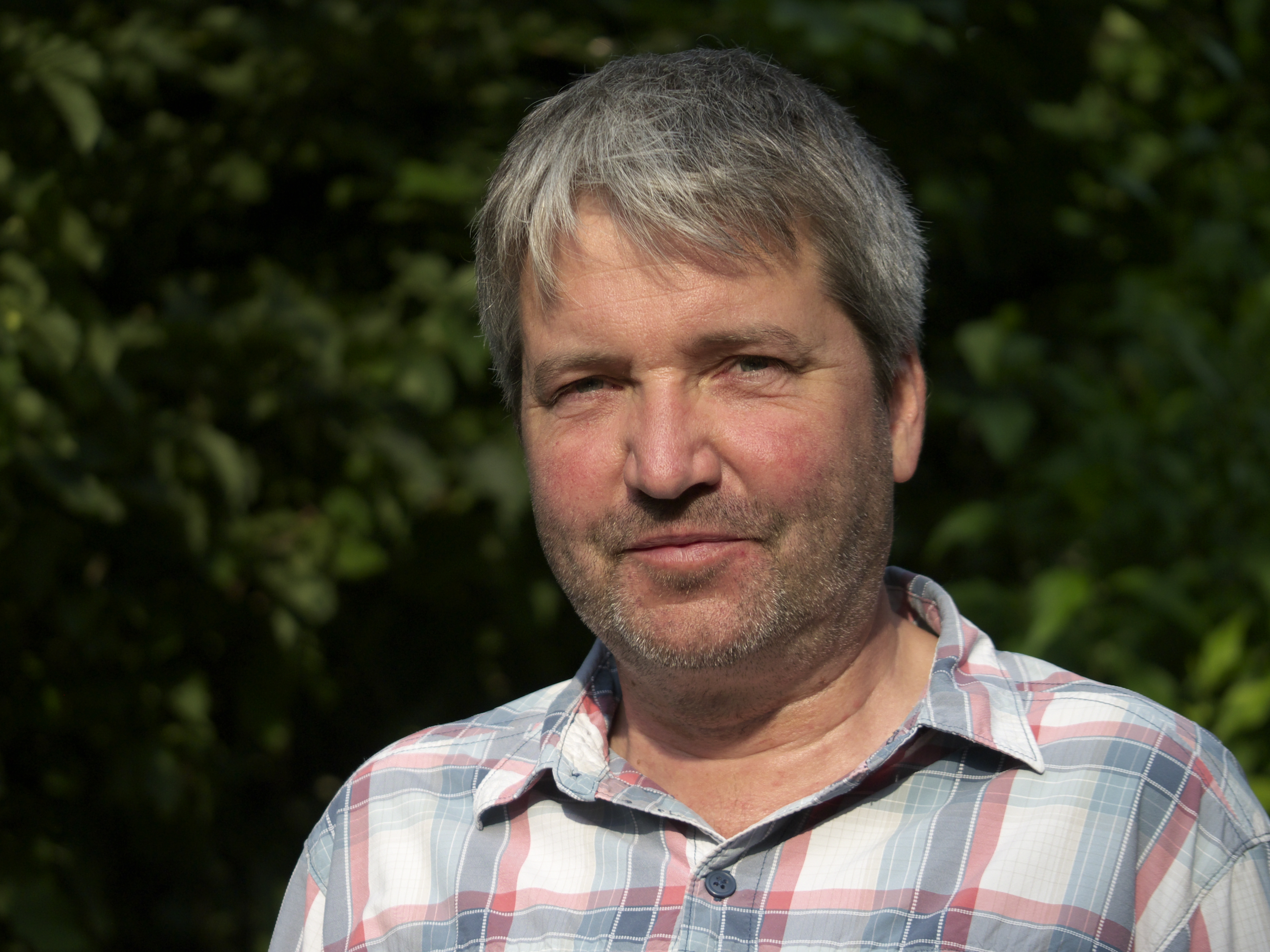
Gerhard Schuster (* 1966)

- Schuster, Godwin (* 1951), österreichischer Politiker (SPÖ), Landtagsabgeordneter und Gemeinderat
- Schuster, Gotthard (1674–1761), deutscher lutherischer Theologe und Kirchenlieddichter
- Schuster, Gottwald (1701–1785), deutscher Mediziner
- Schuster, Gudrun (* 1961), deutsche Bildhauerin
- Schuster, Guido, Schweizer Ingenieur und Erfinder
- Schuster, Günter (1918–2011), deutscher Physiker und Wissenschaftsfunktionär
- Schuster, Hans (1866–1950), österreichischer Politiker (SDAP), Landtagsabgeordneter
- Schuster, Hans (1915–2002), deutscher Jurist, Journalist, Sachbuchautor und leitender Redakteur der Süddeutschen Zeitung
- Schuster, Hans (1928–2009), deutscher Sportwissenschaftler und Hochschullehrer
- Schuster, Hans P. H. (1928–2010), deutscher Unternehmer und Politiker (FDP), MdB
- Schuster, Hans Uwe (1930–1994), deutscher Chemiker und Hochschullehrer
- Schuster, Hans-Emil (1934–2024), deutscher Astronom
- Schuster, Hans-Jörg (* 1953), deutscher Politiker (FDP), MdL
- Schuster, Hans-Jürgen (* 1951), deutscher Politiker (FDP), MdL Sachsen
- Schuster, Hans-Peter (* 1937), deutscher Internist und Hochschullehrer
- Schuster, Hans-Siegfried (1910–2002), deutscher Altorientalist
- Schuster, Harold D. (1902–1986), US-amerikanischer Filmregisseur und Filmeditor
- Schuster, Heiner (1920–2017), deutscher Fußballspieler
- Schuster, Heinrich, deutscher Fußballspieler
- Schuster, Heinz (1927–1997), deutscher Chemiker und Gründungsdirektor des Max-Planck-Instituts für molekulare Genetik in Berlin
- Schuster, Heinz (1930–1986), deutscher katholischer Theologe und Hochschullehrer
- Schuster, Heinz Georg (* 1943), deutscher Physiker und Hochschulprofessor im Ruhestand
- Schuster, Helmut (1932–2018), österreichischer Unternehmer
- Schuster, Helmut (1939–2013), österreichischer Ökonom und Hochschullehrer
- Schuster, Helmut (* 1958), deutscher Kurator und Autor
- Schuster, Herbert (1929–2018), deutscher Basketballtrainer und -funktionär
- Schuster, Hermann (1874–1965), deutscher Theologe, Pädagoge und Politiker (DVP), MdL
- Schuster, Hermann (1937–2021), deutscher Kommunalpolitiker der CSU und Bezirkstagspräsident von Oberbayern (1986–1998)
- Schuster, Hermann Josef (1933–2024), deutscher Jurist und Hochschullehrer
- Schuster, Hildegund (* 1954), deutsche Malerin
- Schuster, Horst (1930–2013), deutscher Typograf und Buchgestalter
- Schuster, Ignaz (1779–1835), österreichischer Sänger (Bass), Schauspieler und Komponist des Alt-Wiener Volkstheaters
- Schuster, Ignaz (1813–1869), deutscher Geistlicher und Katechetiker
- Schuster, Ignaz (1816–1880), bayerischer Politiker und Gutsbesitzer
- Schuster, Jacques (* 1965), deutscher Journalist, Publizist und Sachbuchautor
- Schuster, Jannik (* 2006), österreichischer FußballspielerJannik Schuster (* 2006)

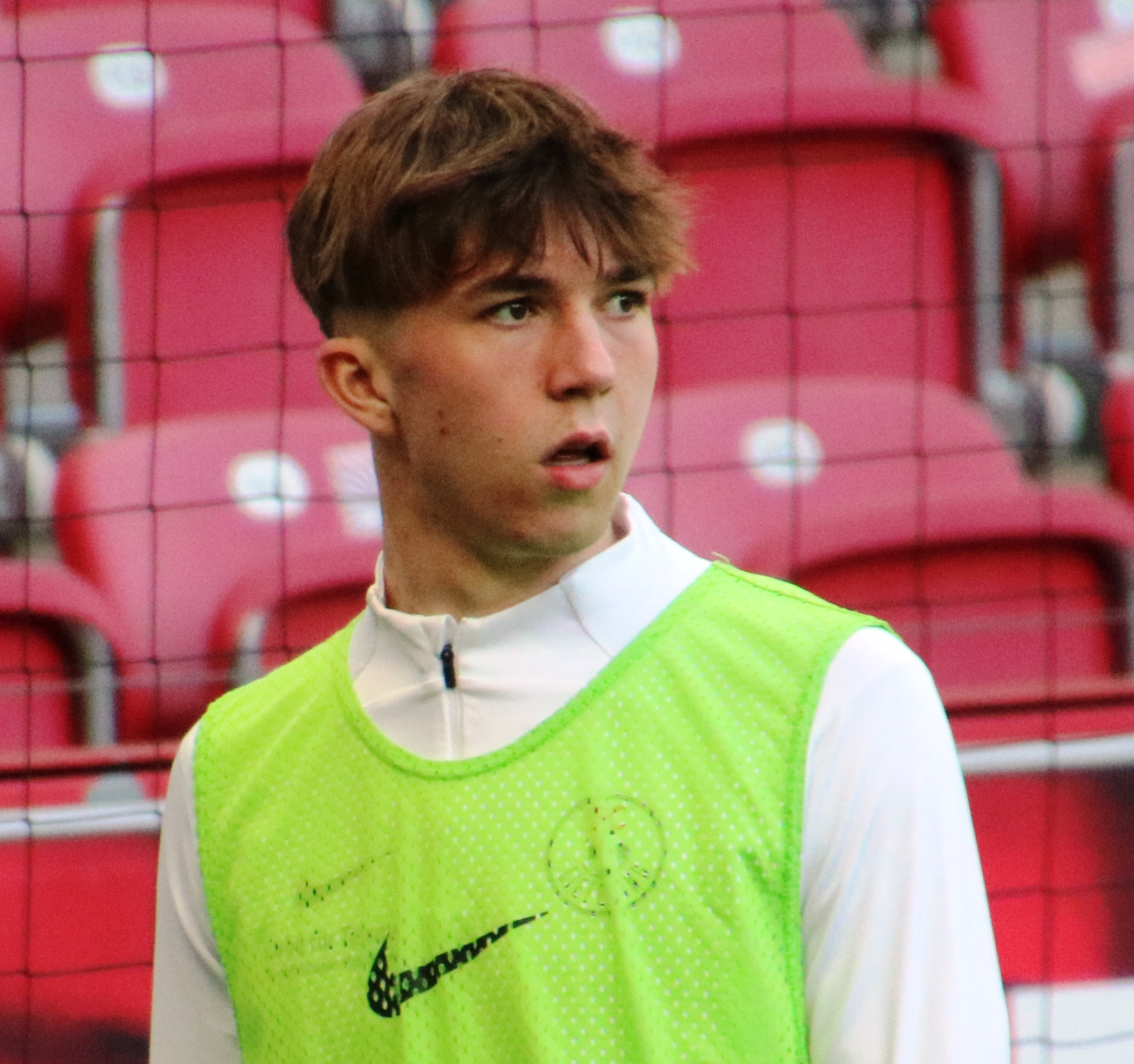
Jannik Schuster (* 2006)

- Schuster, Jean (1929–1995), französischer Journalist und Schriftsteller
- Schuster, Joachim (* 1962), deutscher Politiker (SPD), MdBB, MdEP
- Schuster, Jobst (1570–1641), deutscher Unternehmer und Glashüttenbesitzer
- Schuster, Johann (1900–1966), deutscher Maler
- Schuster, Johann (1912–1975), deutscher Politiker (WAV, DP), MdB
- Schuster, Johann (* 1942), österreichischer Politiker (ÖVP), Abgeordneter zum Nationalrat
- Schuster, Johann Christoph (1759–1823), deutscher Instrumentenbauer und Rechenmaschinenkonstrukteur
- Schuster, Johann Jakob (1838–1901), Schweizer Bankier
- Schuster, Johann Nepomuk Konstantin (1777–1838), ungarndeutscher Chemiker, Mineraloge und Hochschullehrer
- Schuster, Johannes (1904–2000), deutscher Ingenieur und Hochschullehrer
- Schuster, Jonas (* 2003), österreichischer Skispringer
- Schuster, Jörg (* 1969), deutscher Literaturwissenschaftler
- Schuster, Josef (1849–1914), siebenbürgischer Lehrer und Politiker
- Schuster, Josef (1873–1945), österreichischer Maler
- Schuster, Josef (1906–1996), deutscher Gewichtheber
- Schuster, Josef (* 1946), deutscher römisch-katholischer Theologe
- Schuster, Josef (* 1954), deutscher Internist und VerbandsfunktionärJosef Schuster (* 1954)

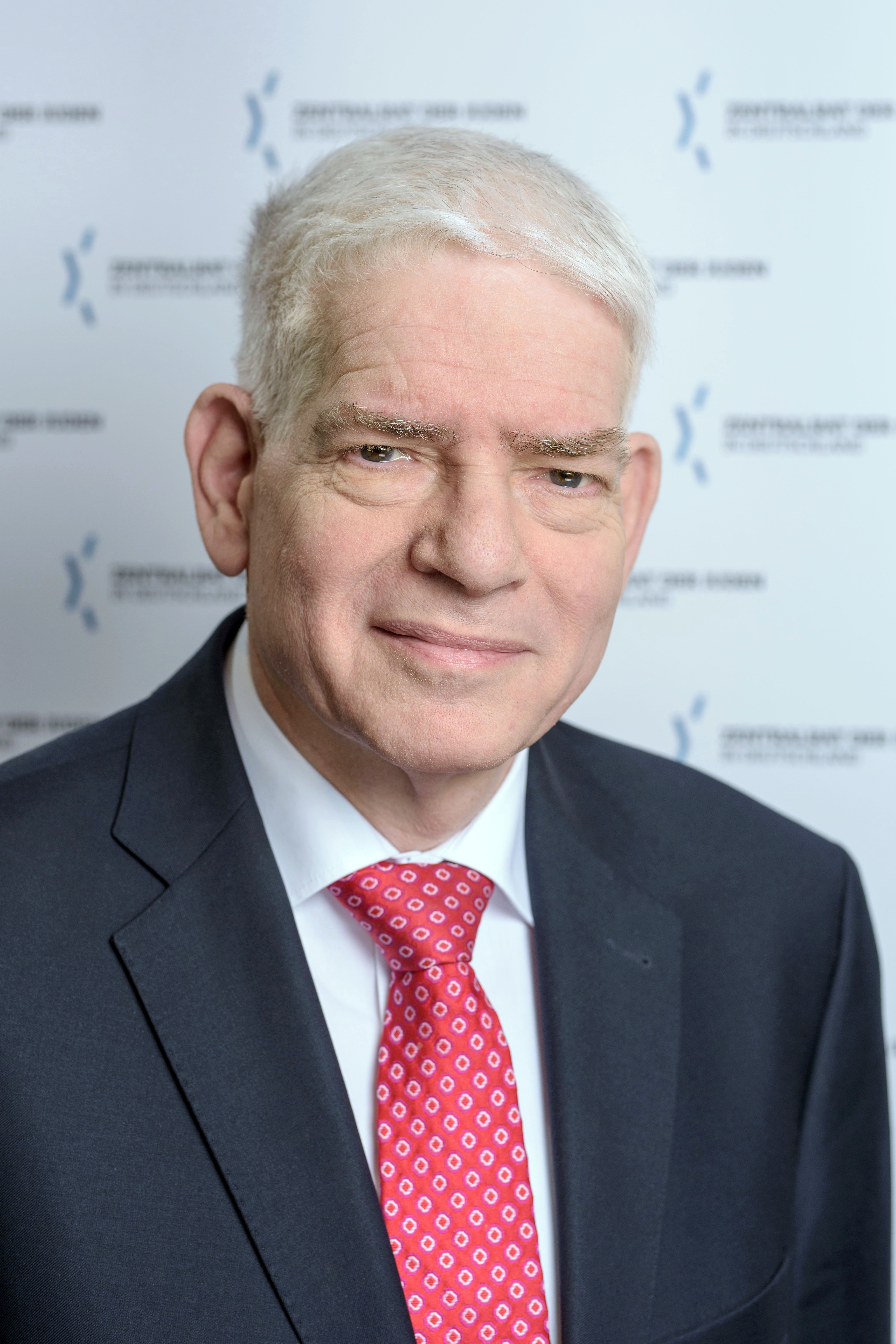
Josef Schuster (* 1954)

- Schuster, Joseph (1722–1784), mährischer Opernsänger (Bass) und Ensemblemitglied am Hoftheater des Dresdner Kurfürsten
- Schuster, Joseph (1748–1812), deutscher Komponist der Klassik
- Schuster, Joseph (1812–1890), österreichischer Blumenmaler
- Schuster, Julian (* 1985), deutscher Fußballspieler und -trainer
- Schuster, Julius (1817–1863), deutscher Politiker
- Schuster, Julius (1886–1949), deutscher Botaniker, Paläobotaniker und Wissenschaftshistoriker
- Schuster, Julius (1921–1995), österreichischer Jurist, Statthalter des Ritterorden vom Heiligen Grab zu Jerusalem in Österreich
- Schuster, Jürgen, deutscher Filmproduzent
- Schuster, Jürgen (* 1957), deutscher Theologe und Missiologe
- Schuster, Karl (1877–1935), sudetendeutscher Politiker
- Schuster, Karl (1887–1970), österreichischer Politiker (CS), Landtagsabgeordneter, Mitglied des Bundesrates
- Schuster, Karl (1896–1978), deutscher KPD-Funktionär und Widerstandskämpfer
- Schuster, Karl (1898–1967), deutscher Brauwissenschaftler
- Schuster, Karl (1940–2010), österreichischer Politiker, Landtagsabgeordneter der Steiermark und Bediensteter/Beamter bei den Stadtwerken Köflach
- Schuster, Karl Friedrich Otto (1846–1927), deutscher Offizier und Wetterforscher
- Schuster, Karl Georg (1771–1849), deutscher lutherischer Theologe und Generalsuperintendent der Generaldiözese Lüneburg-Celle
- Schuster, Karl Maria (1871–1953), österreichischer Maler
- Schuster, Karl-Heinz (1912–2006), deutscher Maler und Bühnenbildner
- Schuster, Karlgeorg (1886–1973), deutscher Admiral im Zweiten Weltkrieg
- Schuster, Klaus (* 1963), österreichischer Sachbuchautor, Manager und Managementberater
- Schuster, Kristina (* 1997), deutsche Fußballspielerin
- Schuster, Kurt (1903–1995), deutscher Physiker
- Schuster, Kurt (1906–1997), deutscher Maler und Grafiker
- Schuster, Laila (* 1997), deutsche Schauspielerin
- Schuster, Lena (* 1995), deutsche Eishockeytorhüterin
- Schuster, Leo (* 1937), deutscher Wirtschaftswissenschaftler und Hochschullehrer
- Schuster, Leon (* 1951), südafrikanischer Filmemacher, Comedian, Schauspieler, Moderator und SängerLeon Schuster (* 1951)

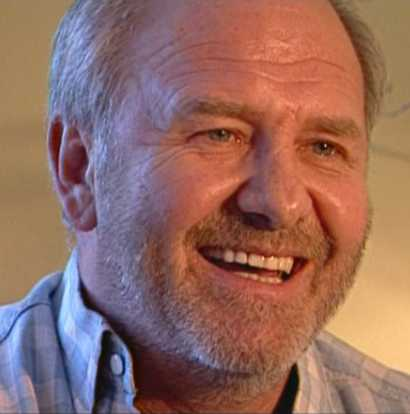
Leon Schuster (* 1951)

- Schuster, Leopold (1842–1927), Fürstbischof von Seckau
- Schuster, Lion (* 2000), österreichischer Fußballspieler
- Schuster, Lisa (* 1987), deutsche Eishockeyspielerin
- Schuster, Lothar (* 1940), deutscher Dokumentarfilmemacher
- Schuster, Ludwig (1905–1968), deutscher Violinist, Violist und Hochschullehrer
- Schuster, Ludwig (1907–1976), deutscher Politiker (CDU), MdL
- Schuster, Ludwig (* 1951), deutscher Fußballspieler
- Schuster, Manfred (1919–1994), österreichischer Schauspieler, Synchron- und Hörspielsprecher
- Schuster, Manfred (* 1926), deutscher Fußballtorhüter
- Schuster, Manfred (* 1942), deutscher Fußballspieler
- Schuster, Manfred (* 1958), deutscher Eishockeyspieler
- Schuster, Marc (* 1986), deutscher Schwimmer
- Schuster, Marc-Oliver (* 1974), deutscher Autor, Moderator und Slam-Poet
- Schuster, Marco (* 1995), deutscher Fußballspieler
- Schuster, Margarete (1899–1978), deutsche Gemeindehelferin und Pastorin
- Schuster, Maria (* 1968), deutsche Schauspielerin und Musikerin
- Schuster, Marina (* 1975), deutsche Politikerin (FDP), MdB
- Schuster, Markus (* 1975), deutscher American-Football-Spieler
- Schuster, Martha (* 1948), deutsche Kirchenmusikerin, Organistin, Cembalistin und Hochschullehrerin
- Schuster, Martin (* 1946), deutscher Psychologe
- Schuster, Martin (* 1967), österreichischer Politiker (ÖVP), LandtagsabgeordneterMartin Schuster (* 1967)

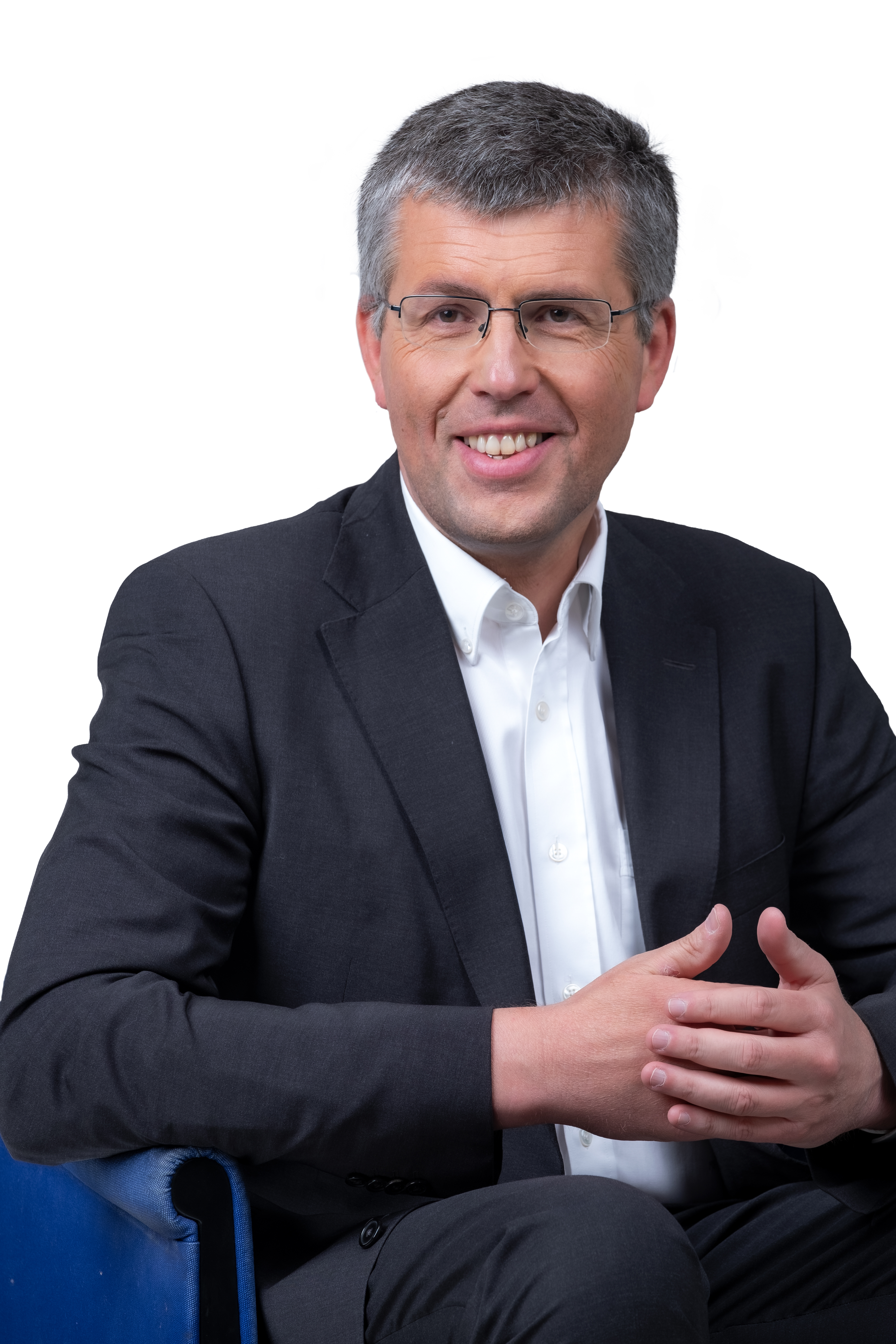
Martin Schuster (* 1967)

- Schuster, Marvin (* 2003), österreichischer Fußballspieler
- Schuster, Matthäus (1881–1953), deutscher Geologe
- Schuster, Matthias, deutscher Musiker
- Schuster, Mauriz (1879–1952), österreichischer Klassischer Philologe und Gymnasiallehrer
- Schuster, Max (* 1938), deutscher Unternehmer
- Schuster, Maximilian (1856–1887), österreichischer Mineraloge und Petrograph
- Schuster, Maximilian (* 1998), deutscher Fußballspieler
- Schuster, Meinhard (1930–2021), deutsch-schweizerischer Ethnologe
- Schuster, Michael (1767–1834), böhmischer Jurist
- Schuster, Mirko (* 1994), deutscher Fußballspieler
- Schuster, Monika (* 1951), österreichische Politikerin, Landtagsabgeordnete von Oberösterreich
- Schuster, Nicole (* 1985), deutsche Pharmazeutin und Autorin
- Schuster, Norman (* 1979), deutscher Boxer
- Schuster, Oscar (1873–1917), deutscher AlpinistOscar Schuster (1873–1917)

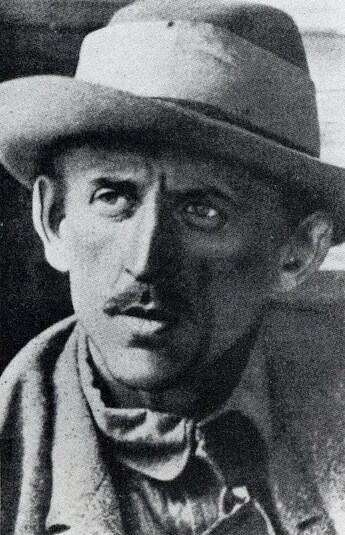
Oscar Schuster (1873–1917)

- Schuster, Oskar Wilhelm (1834–1904), sächsischer Generalmajor
- Schuster, Otto (* 1925), deutscher Journalist
- Schuster, Paul (1867–1940), deutscher Neuropathologe und Neurologe
- Schuster, Paul (* 1894), deutscher politischer KZ-Häftling, Widerstandskämpfer gegen das NS-Regime und Kommunalpolitiker
- Schuster, Paul (1930–2004), deutscher Schriftsteller
- Schuster, Paul (* 1988), deutscher Triathlet

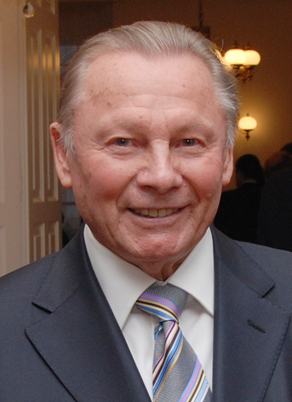
Rudolf Schuster (* 1934)

- Schuster, Paul Oskar (1888–1971), deutscher Politiker (NSDAP, CDU), MdL
- Schuster, Peter (1934–2018), deutscher Politiker (SPD)
- Schuster, Peter (* 1941), österreichischer Chemiker
- Schuster, Peter (1945–1992), österreichischer Schriftsteller
- Schuster, Peter (* 1957), deutscher Historiker
- Schuster, Peter Maria (1939–2019), österreichischer Physiker und Schriftsteller
- Schuster, Peter-Klaus (* 1943), deutscher Kunsthistoriker und Museumsdirektor in Berlin und MünchenPeter-Klaus Schuster (* 1943)

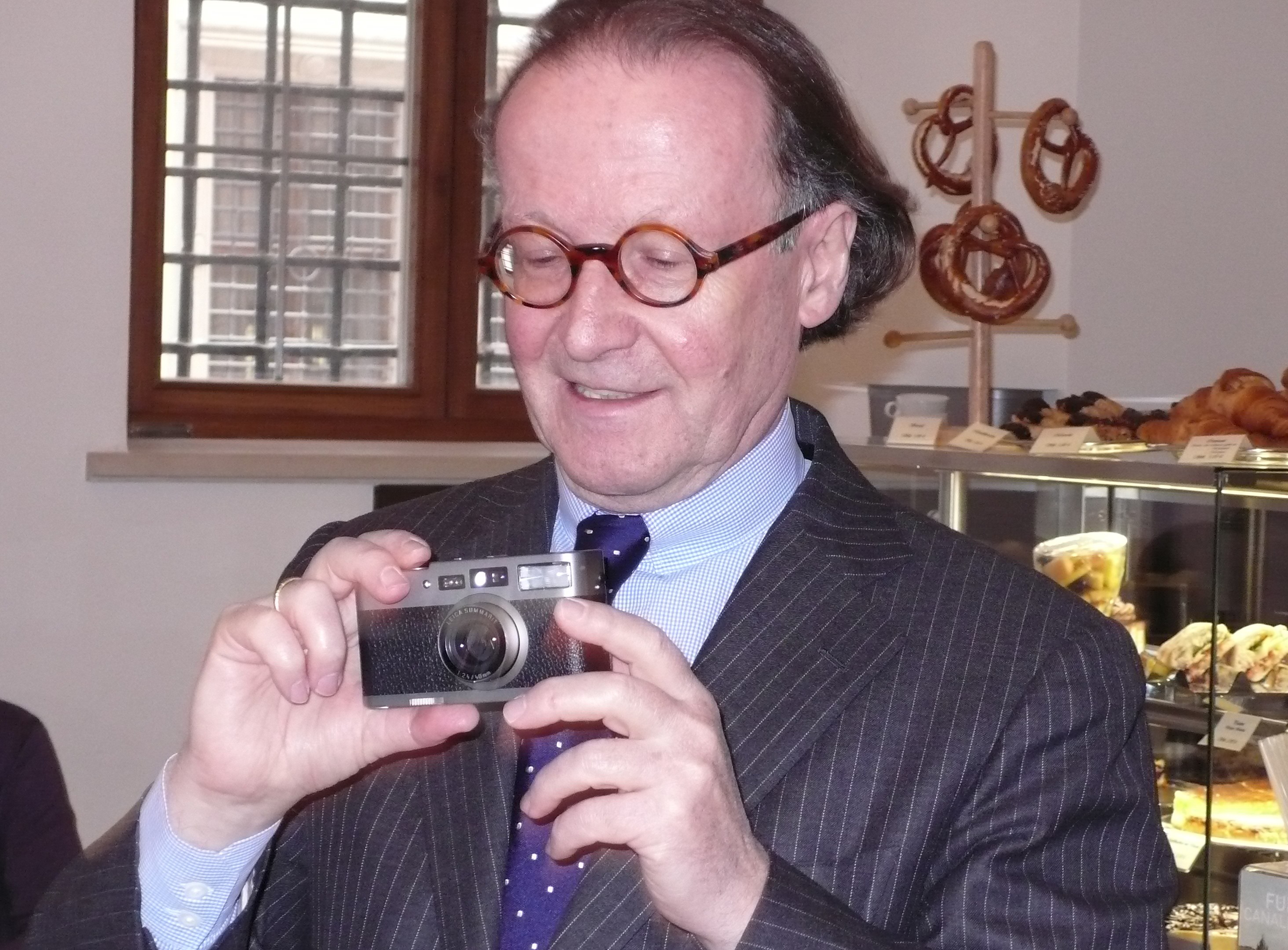
Peter-Klaus Schuster (* 1943)

- Schuster, Philip (* 1995), österreichischer Handballspieler
- Schuster, Philip C. (* 1981), US-amerikanischer theoretischer Elementarteilchenphysiker
- Schuster, René (* 1961), deutsch-US-amerikanischer Manager
- Schuster, Richard (1836–1900), evangelischer Pfarrer
- Schuster, Robert (* 1960), deutscher Fußballspieler
- Schuster, Robert (* 1970), deutscher Regisseur und Hochschullehrer
- Schuster, Robin (* 1984), deutscher Medienmanager
- Schuster, Robin (* 1987), deutscher Fußballspieler
- Schuster, Rolf Theodor (* 1960), deutscher Diplomat
- Schuster, Rudolf (1848–1902), deutscher Maler und Illustrator
- Schuster, Rudolf (* 1934), slowakischer Politiker, Staatspräsident der Slowakei (1999–2004)Rudolf Schuster (* 1934)
- Schuster, Sascha (* 1971), deutscher Politiker (parteilos, Bündnis Deutschland, BIW), MdBB
- Schuster, Sawik (* 1952), kanadisch-italienischer Journalist und Moderator
- Schuster, Sebastian (* 1956), deutscher Politiker (CDU) und Landrat
- Schuster, Sebastian (* 1982), deutscher Jazz- und Weltmusiker (Kontrabass, Komposition)
- Schuster, Sepp (1924–1999), österreichischer Architekt
- Schuster, Sibylla (1639–1685), deutsche Schriftstellerin und Dichterin in der Barockzeit
- Schuster, Siegfried (1936–2018), deutscher Ornithologe und Naturschützer
- Schuster, Silvia (* 1952), deutsche Juristin, Richterin am Bundesfinanzhof
- Schuster, Stefan (* 1959), deutscher Politiker (SPD), MdL
- Schuster, Stefan (* 1961), deutscher Biophysiker
- Schuster, Stefanie (* 1969), österreichische Skirennläuferin
- Schuster, Stephanie (* 1967), deutsche Schriftstellerin und Illustratorin
- Schuster, Susanne (* 1963), deutsche Schwimmerin
- Schuster, Susanne (* 1984), deutsche Pflegewissenschaftlerin und Professorin
- Schuster, Susi (* 1940), deutsche Schlagersängerin
- Schuster, Sven (* 1965), deutscher Jazzmusiker (Kontrabass, Komposition)
- Schuster, Theo (1911–1998), deutscher Schachmeister und Schachjournalist
- Schuster, Theo (1931–2016), norddeutscher Verleger und Buchhändler
- Schuster, Theodor (1808–1872), deutscher Jurist, Arzt und Revolutionär
- Schuster, Thomas (* 1958), deutscher politischer Beamter
- Schuster, Thomas (* 1966), deutscher Wirtschaftswissenschaftler
- Schuster, Tino (* 1978), deutscher Golfer
- Schuster, Toeolesulusulu Cedric, samoanischer Umweltaktivist und Politiker
- Schuster, Tom (* 1980), deutscher Schauspieler, Musicaldarsteller und Kampfkunstlehrer
- Schuster, Torben (* 1986), deutscher Koch
- Schuster, Veronika (* 1954), österreichische Politikerin (SPÖ), Abgeordnete zum Salzburger Landtag
- Schuster, Vesna (* 1974), österreichische Politikerin (FPÖ), Landtagsabgeordnete
- Schuster, Walter (1918–2010), deutscher Agrarwissenschaftler auf dem Gebiet der Pflanzenzüchtung
- Schuster, Walter (1929–2018), österreichischer Skirennläufer
- Schuster, Walter (* 1962), deutscher Schauspieler
- Schuster, Walther R. (1930–1992), deutscher Organist und Komponist
- Schuster, Werner (1939–2001), deutscher Politiker (SPD), MdB
- Schuster, Werner (* 1969), österreichischer Skispringer und SkisprungtrainerWerner Schuster (* 1969)

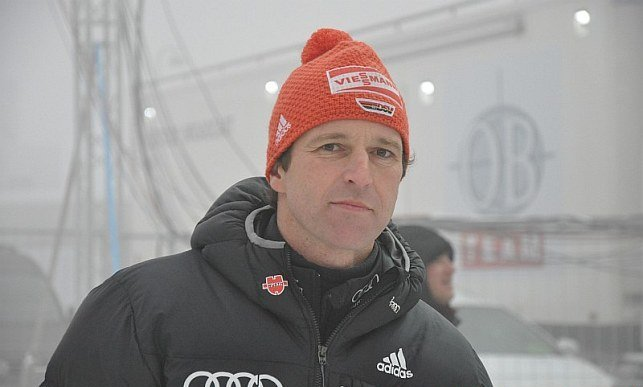
Werner Schuster (* 1969)

- Schuster, Werner H. (* 1955), deutscher Schauspieler
- Schuster, Wilhelm (1880–1942), deutscher Ornithologe
- Schuster, Wilhelm (1888–1971), deutscher Germanist, Bibliothekar und Verbandsfunktionär
- Schuster, Willi (* 1951), deutscher Fußballspieler
- Schuster, Willy (* 1937), österreichischer Skispringer und Skisprungtrainer
- Schuster, Wolfgang (* 1942), österreichischer Paukist und Musikmanager
- Schuster, Wolfgang (* 1949), deutscher Politiker (CDU), Stuttgarter Oberbürgermeister (seit 1997)Wolfgang Schuster (* 1949)

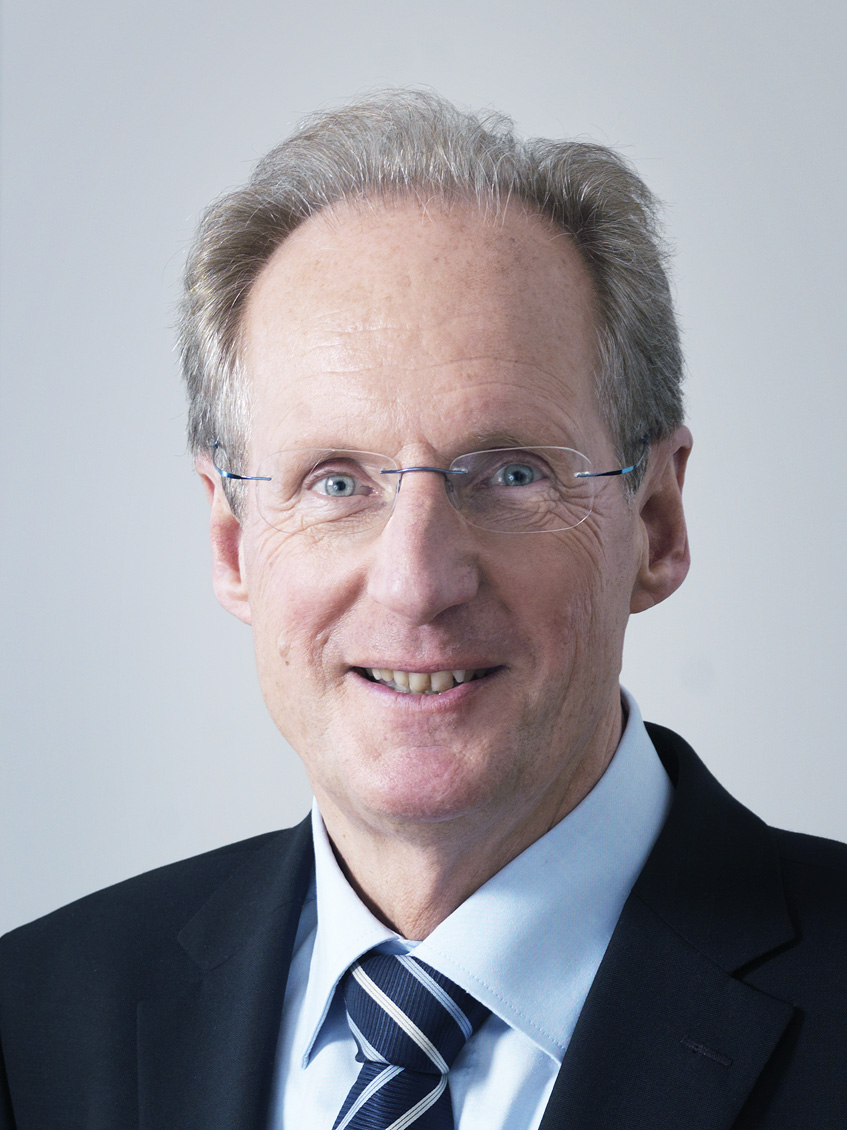
Wolfgang Schuster (* 1949)

- Schuster, Wolfgang (* 1958), deutscher Politiker (SPD), Landrat des Lahn-Dill-Kreises

###### Schuster-B
- Schuster-Barkau, Bernadette (* 1953), deutsche Politikerin (SPD), MdL
- Schuster-Burda, Heidi (* 1967), österreichische Politikerin (ÖVP)

###### Schuster-S
- Schuster-Schörgarn, Marie (1869–1947), österreichische Malerin
- Schuster-Šewc, Heinz (1927–2021), sorbischer Slawist und Hochschullehrer

###### Schuster-W
- Schuster-Wittek, Johanna von (1860–1945), österreichische Malerin
- Schuster-Woldan, Georg (1864–1933), deutscher Maler und Grafiker
- Schuster-Woldan, Heinrich (1829–1899), deutscher Jurist und Lyriker
- Schuster-Woldan, Raffael (1870–1951), deutscher Maler

###### Schusteri
- Schusteritsch, Eugen (1913–1994), deutscher Vertriebenenfunktionär

###### Schusters
- Schusters, Katrin (* 1997), deutsche Leichtathletin
- Schusterschitz, Alois (1867–1948), österreichisch-ungarischer Admiral
- Schusterschitz, Gregor (* 1970), österreichischer Diplomat

#### Schusti
- Schustikow, Wiktor Michailowitsch (* 1939), russischer Fußballspieler

#### Schusto
- Schustow, Alexander Andrejewitsch (* 1984), russischer Hochspringer